# أيمن محيي الدين
أيمن محيي الدين، (ولد في 18 أبريل 1979) هو صحفي أمريكي من أصول مصرية، عمل لدى إن بي سي نيوز وقبلها لدى قناة الجزيرة والسي إن إن. قام بتغطيات مهمة مثل تسليم ومحاكمة الرئيس العراقي السابق صدام حسين،كما غطى الحرب الإسرائيلية على غزة، وأحداث الربيع العربي، سحبته قناة إن بي سي نيوز من غزة عام 2014 برغم تغطية وصفت بال«قوية».

## سيرته
وُلد أيمن محيي الدين في العاصمة المصرية القاهرة عام 1979 لأبٍ مصري هو "مدحت محي الدين"، وأُمٍ فلسطينية من مدينة طولكرم هي "عبلة عواد".

## وصلات خارجية
- The Dangers and Difficulties of Reporting from Gaza - video by الديمقراطية الآن!